# Електрическа мощност
Електрическа мощност е физична величина, характеризираща скоростта, с която електрическата енергия се предава или преобразува в електрическата верига. Мерната единица в SI за мощност е ват или джаул за секунда. Мощността може да се измери с ватметър.
Електрическата енергия обикновено се произвежда от електрически генератори, но може да произхожда и от други източници, като електрически батерии. Обикновено се доставя на жилищата и предприятията чрез електроснабдителна мрежа. Електрическата енергия се продава на киловатчас (3,6 MJ), което е произведението на мощността в киловати, умножена по времето в часове. Електроразпределителните дружества измерват електрическата енергия, използвайки електромери, които изчисляват общата електроенергия, доставена до клиента.
Електрическата мощност предоставя форма на енергията с ниска ентропия и може да бъде пренасяна на големи разстояния и да бъде преобразувана в други форми на енергия, като движение, светлина, топлина с висока енергийна ефективност.

## Моментна електрическа мощност
Моментната електрическа мощност, отделяна на елемент от електрическата верига, се определя със следната формула:
| {\displaystyle p(t)=i(t)\cdot u(t)} |

,
където {\displaystyle \scriptstyle i(t)} и {\displaystyle \scriptstyle u(t)} са моментните стойности на тока и
напрежението върху елемента.
Ако този елемент от веригата е резистор c електрическо съпротивление {\displaystyle \scriptstyle R}, то
| {\displaystyle p(t)=i^{2}(t)\cdot R={\frac {u^{2}(t)}{R}}} |

## Мощност на постоянен ток
Тъй като стойностите на тока и напрежението са постоянни и равни на моментните стойности във всеки момент от време, то средната мощност може да се изчисли от формулата:
| {\displaystyle P=I\cdot U=I^{2}\cdot R={\frac {U^{2}}{R}}} |

## Мощности при променлив ток
При променливи напрежения и токове се дефинират следните мощности:
- активна мощност, означение {\displaystyle \scriptstyle P}; измервателна единица: ват – W
- реактивна мощност, означение {\displaystyle \scriptstyle Q}; измервателна единица: волтампер реактивен – VAr
- пълна мощност, означение {\displaystyle \scriptstyle S}; измервателна единица: волтампер – VA.

### Активна мощност
Активната мощност се определя като средна стойност на моментната мощност за един период на променливите напрежения и токове:
{\displaystyle P={\frac {1}{T}}\int \limits _{0}^{T}p(t)\,dt}, където
{\displaystyle p(t)=u(t)\cdot i(t)}
е моментната мощност, а
{\displaystyle \ {u(t)}}, {\displaystyle \ {i(t)}}
са моментните стойности на напрежението и тока;
{\displaystyle \scriptstyle T} е периодът на променливите напрежение и ток.
При синусоидални напрежения и токове:
{\displaystyle P={\frac {1}{T}}\int \limits _{0}^{T}U_{m}\sin(\omega t)\cdot I_{m}\sin(\omega t-\varphi )\,dt};
тук {\displaystyle \scriptstyle {U_{m}}} и {\displaystyle \scriptstyle {I_{m}}} са амплитудните стойности на напрежението и тока,
{\displaystyle \scriptstyle \omega } е ъгловата честота, {\displaystyle \scriptstyle \omega =2\pi f\ };
{\displaystyle \scriptstyle f={\frac {1}{T}}} е честотата, а
{\displaystyle \scriptstyle \varphi } е фазовата разлика между напрежението и тока.
Ако токът и напрежението не са синусоидални, те трябва да се разложат на синусоидални хармоници в ред на Фурие. Тогава електрическата мощност е равна на сумата от съответните средни мощности на отделните хармоници.
След изчисление от интеграла се получава:
{\displaystyle P={\frac {U_{m}I_{m}}{2}}\cos \varphi }
или
{\displaystyle P=\ UI\cos \varphi };
където
{\displaystyle U={\frac {U_{m}}{\sqrt {2}}}}; {\displaystyle I={\frac {I_{m}}{\sqrt {2}}}}
са ефективните стойности на напрежението и тока,
а {\displaystyle \scriptstyle \cos \varphi } се нарича фактор на мощността.

### Реактивна мощност
Реактивната мощност се въвежда за по-лесно изчисление на фактора на мощността в практиката. При синусоидални напрежения и токове тя се определя от израза
{\displaystyle Q=\ UI\sin \varphi }.
Физическият смисъл на тази величина е големината на амплитудата на моментната мощност върху реактивните елементи (елементи с индуктивност и/или капацитет).

### Пълна мощност
Пълната мощност се определя от израза
{\displaystyle S=\ UI}
и при синусоидални напрежения и токове се разглежда като максималната стойност на активната мощност {\displaystyle \scriptstyle P}, която се получава при {\displaystyle \scriptstyle \cos \varphi =1}.

#### Мощности в трифазните вериги
За трифазна симетрична система:

#### Активна мощност
{\displaystyle P=\ 3\cdot UI\cos \varphi },
тук {\displaystyle \scriptstyle {U}} и {\displaystyle \scriptstyle {I}} са фазовите ефективни стойности на напрежението и тока,
а {\displaystyle \scriptstyle \varphi } е фазовата разлика между тях.
Също така
{\displaystyle P=\ {\sqrt {3}}\cdot U_{L}I_{L}\cos \varphi },
където {\displaystyle \scriptstyle {U_{L}}} и {\displaystyle \scriptstyle {I_{L}}} са линейните ефективни стойности на напрежението и тока.

#### Реактивна мощност
{\displaystyle Q=\ 3\cdot UI\sin \varphi },
тук {\displaystyle \scriptstyle {U}} и {\displaystyle \scriptstyle {I}} са фазовите ефективни стойности на напрежението и тока,
а {\displaystyle \scriptstyle \varphi } е фазовата разлика между тях.
Също така
{\displaystyle Q=\ {\sqrt {3}}\cdot U_{L}I_{L}\sin \varphi },
където {\displaystyle \scriptstyle {U_{L}}} и {\displaystyle \scriptstyle {I_{L}}} са линейните ефективни стойности на напрежението и тока.

#### Пълна мощност
{\displaystyle S=\ 3\cdot UI},

тук {\displaystyle \scriptstyle {U}} и {\displaystyle \scriptstyle {I}} са фазовите ефективни стойности на напрежението и тока.
и
{\displaystyle S=\ {\sqrt {3}}\cdot U_{L}I_{L}},
където {\displaystyle \scriptstyle {U_{L}}} и {\displaystyle \scriptstyle {I_{L}}} са линейните ефективни стойности на напрежението и тока.
При трифазни несиметрични системи трифазната мощност се изчислява като сума от мощностите на трите фази или се използва методът на симетричните съставящи.